# Wincenty Petrowicz
Wincenty Petrowicz (9. dubna 1814 – 24. května 1892) byl rakouský politik polské národnosti z Haliče, v 2. polovině 19. století poslanec Říšské rady.

## Biografie
Měl titul doktora medicíny. Byl šlechticem v Przybówce. V roce 1891 prodal statek v Przybówce Bolesławu Śmiałowskému.
Byl poslancem Říšské rady (celostátního parlamentu), kam usedl v prvních přímých volbách roku 1873 za velkostatkářskou kurii v Haliči. Slib složil 5. listopadu 1873. V roce 1873 se uvádí jako Dr. Vinzenz Petrowicz, statkář, bytem Przybówka. Byl členem poslanecké frakce Polský klub.
V genealogické databázi sejm-wielki.pl se uvádí jistý Wincenty Petrowicz, který se měl narodit okolo roku 1820.